# 名湯 宝乃湯
名湯 宝乃湯（めいとう たからのゆ）は兵庫県宝塚市にあるスーパー銭湯。2004年に開業した日帰り入浴施設であるが、温泉は本格的なものとされる。
外観やバラエティに富んだ湯船があるなど、スーパー銭湯そのものと言えるが、有馬温泉にも例えられる温泉、海水以上に濃い塩化物強塩泉で塩辛い黄金色の濁り湯が特徴である。露天風呂には、3人も入ればいっぱいになる小さなものであるが、源泉加温かけ流しの浴槽もある。かけ流しされている湯は加水・消毒なしのかけ流しではあるが、源泉が摂氏37度なため、摂氏41度まで加温してある。泉質は含炭酸ナトリウム塩化物強塩泉。湯の香りは、鉄の香りに続き、土や木の香りであるモール臭も味わえる。
CBCテレビ（CBC）のアナウンサー・高田寛之は、日本各地の温泉を訪れるのが趣味であるが、自身が担当するCBCラジオの番組『ドラ魂キング』2023年8月10日放送回で、当施設の紹介を行っている。